# Livre d'or

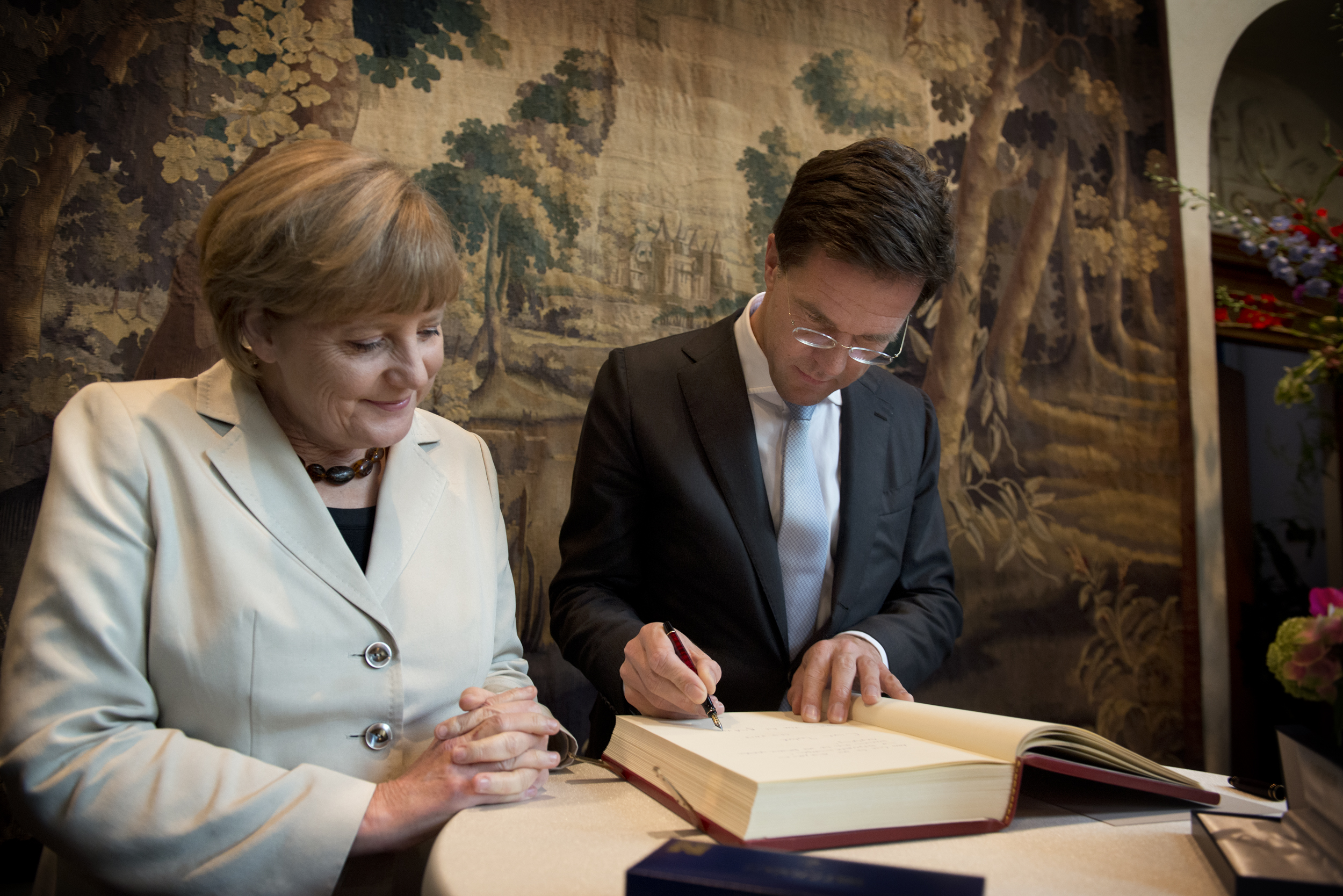
Le Premier ministre néerlandais Mark Rutte signant le livre d'or de la Chancellerie allemande, au côté d'Angela Merkel.

Un livre d'or est un livre (ou une page web, ou tout autre support d'écrit) où des personnes inscrivent des félicitations ou des témoignages sur quelque chose (un lieu, un événement). 
Dans un hôtel de ville, un restaurant ou un gîte ou lors d'un mariage, un livre d'or peut être rédigé par les clients ou les invités pour qu'ils témoignent de leur passage.  Son but principal est de permettre aux visiteurs d'exprimer leur gratitude et leur soutien. Le livre d'or s'oppose au livre de doléances.
Bon nombre de villes ont coutume d'inviter les personnalités en visite officielle à signer leur livre d'or.

## Sur Internet
Les propriétaires de pages personnelles peuvent utiliser un livre d'or pour en savoir plus sur leurs visiteurs et leurs impressions.

## Exemples de livres d'or

### Bruxelles
L'invitation à la signature du livre d'or de la ville de Bruxelles est soumise à l'appréciation du bourgmestre de la ville. Les signataires sont pour la plupart des chefs d’État et des personnalités officielles mais il peut également s'agir d'invités d'honneur de la ville comme des artistes ou des sportifs. Cette signature a généralement lieu dans le cabinet du bourgmestre à l'issue de l'accueil et est souvent accompagnée d'une séance de photos.
Les trois livres d'or de la Ville ont été numérisés et peuvent être consultés en ligne. Le premier commence en 1843 pour s'achever en 1967 tandis que le deuxième couvre la période allant de 1967 à 1999. Les pages du troisième livre ont été scannées jusqu'en novembre 2010.

## Sens ancien

### En France
En France, au 19e siècle, sous la Restauration, le Livre d'or de la pairie était un registre consignant les titres des pairs de France, auparavant conservé dans une salle au rez-de-chaussée du Palais du Luxembourg et versé aux Archives nationales en 1848.

### En Italie
En Italie, à Venise et Gênes notamment, on appelait « livre d'or » la liste officielle des familles patriciennes de la ville[pertinence contestée].